# Casita
Casita is een stratovulkaan in het departement Chinandega in het westen van Nicaragua. De berg ligt op ongeveer 20 kilometer ten noordoosten van de stad Chinandega en heeft een hoogte van 1405 meter. De berg is onderdeel van de bergketen Cordillera Los Maribios.
Op de top van de vulkaan bevindt zich een caldera. In 1998 stortte een deel van de vulkaan in door zware regenval van orkaan Mitch die verschillende dorpen bedolf onder een laag modder en vele doden tot gevolg had.
De vulkaan vormt samen met de vulkanen San Cristóbal, Chonco, Moyotepe en Pelona een complexe vulkaan.